# Championnat du Moyen-Orient et d'Afrique de rugby à XIII 2015
Navigation
Édition suivante
Le Championnat du Moyen-Orient et d'Afrique de rugby à XIII 2015 (en anglais 2015 Middle-East and Africa Championship) est la première édition du Championnat du Moyen-Orient et d'Afrique.  
Il s'agit d'une compétition de rugby à XIII opposant les équipes de la Zone « Moyen-Orient et d'Afrique  » de la fédération internationale de rugby à XIII.
En 2015, peu de nations africaines pratiquent le rugby à XIII et encore moins ont un statut auprès des instances internationales. L'Afrique du Sud et le Maroc sont les seules nations qui disputent ou ont disputé des compétitions officielles.  La première ayant disputé deux fois la coupe du monde , la seconde jouant la Coupe de la Méditerranée. 
Pour diverses raisons, il est décidé de créer une zone commune à l'Afrique et au Moyen-Orient, ce dernier étant dominé par le Liban. Liban qui malgré son niveau tout à fait correct, échoue à se qualifier pour la Coupe du monde, confronté à chaque fois aux équipes européennes dans sa course à la qualification. 
Pour créer l'embryon d'une compétition africaine, il est décidé de créer un championnat de la zone, qui, pour sa première édition,  est également un éliminatoire de la Coupe du Monde de 2017.
Il oppose alors les deux seules nations de la zone « logistiquement »  capables de disputer une telle compétition  : l'Afrique du Sud et le Liban.
La première édition voit la large victoire du Liban (2 victoires et 90-28 sur les deux matchs en points agrégés), ce qui lui permet de se qualifier pour la Coupe du monde.

## Nations participantes
Le Liban se présente avec un effectif de joueurs expérimentés, notamment des «  heritage players ». En effet, si le championnat libanais a produit quelques joueurs talentueux (Robin Hachache et Gray Wolves) , les Cèdres bénéficient de joueurs jouant dans le championnat australien en deuxième et troisième division. On cite l'exemple de l'ailier Travis Robinson (Melbourne Storm) et du talonneur Ali Aliouche
En face, l'Afrique du Sud ne peut aligner autant de joueurs expérimentés. On note quand même dans les effectifs des Rhinos africains le demi de mêlée James Boustani, qui joue dans l'équipe australienne de Hills District en Nouvelle-Galles du Sud. 

## Lieu de la compétition
Le Bosman Stadium, située dans la petite commune de Brakpan (province du Gauteng), est désignée pour accueillir la compétition. Il ne s'agit pas d'une surprise, car le stade, qui est déjà un stade destiné au rugby (il héberge l'équipe de rugby à XV des Falcons) a accueilli une rencontre de l'équipe nationale face à une sélection australienne deux ans auparavant.
Il s'agit d'un petit stade, équipé de deux tribunes modernes, mais avec une originalité : il possède au bord du terrain, une sorte de balcon en bois, dans le style « safari  ».

## Déroulement de la compétition
La compétition se déroule sur deux journées , au cours desquelles les Rhinos sud-africains rencontrent les Cèdres libanais. Il ne s'agit pas à proprement parler de matchs aller-retour, puisque les deux matchs auront lieu en Afrique du Sud, dans la petite commune de Brakpan.
La première journée est prévue le 25 octobre 2015, la seconde le 31 octobre 2015.

## Première journée
| 25 octobre 2015 | Afrique du Sud | 12 - 40 | Liban | Bosman Stadium Brakpan |
| 25 octobre 2015 |                |         |       | Bosman Stadium Brakpan |
| 25 octobre 2015 |                |         |       | Bosman Stadium Brakpan |

## Deuxième journée
| 30 octobre 2015 | Afrique du Sud | 16 - 50 | Liban | Bosman Stadium Brakpan |
| 30 octobre 2015 |                |         |       | Bosman Stadium Brakpan |
| 30 octobre 2015 |                |         |       | Bosman Stadium Brakpan |